# Ditherington Flax Mill

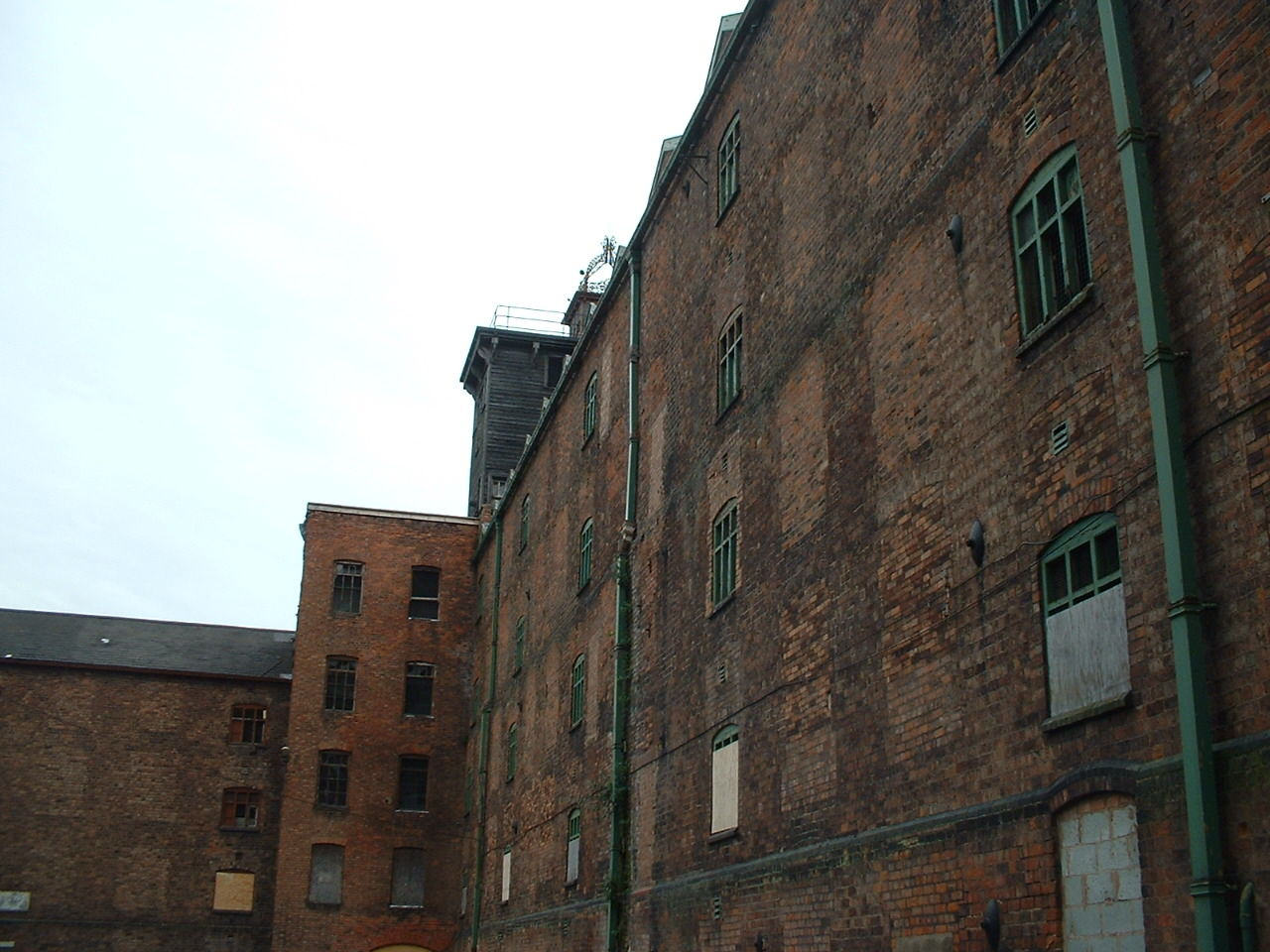
Ditherington Flax Mill

De Ditherington Flax Mill is een voormalige textielfabriek in het Engelse Shrewsbury die dateert uit de industriële revolutie. Het is rond 1800 gebouwd naar ontwerp van de architect Charles Bage. Uniek is dat het het eerste gebouw is met een ijzeren skeletconstructie. Het heeft als monumentale status Grade I.